# Ruy López de Segura
Ruy López de Segura (Zafra, c. 1530 – Madrid, c. 1580), va ser un clergue i jugador d'escacs extremeny. El seu tractat Libro de la invencion liberal y arte del juego del axedrez (Llibre de la invenció liberal i art del joc dels escacs), publicat a Alcalá de Henares el 1561 va ser un dels primers llibres d'escacs (amb les regles modernes) publicats a Europa. Alguns autors, sobretot a Espanya, el consideren el més antic campió del món d'escacs no oficial, almenys entre 1570 i 1575, quan fou derrotat per Leonardo da Cutri.
|  |

## Biografia
Els seus pares eren mercaders benestants, amb casa i escut a la Plaça Gran de la localitat de Zafra. Va ser clergue de la parròquia de la Candelaria a Zafra i més tard va passar a la cort de Felip II, en qualitat de confessor i conseller reial.
Des de jove Ruy López va ser un enamorat dels escacs, molt probablement influït per Damiano, qui havia publicat un llibre (el 1512) que López va estudiar. El 1560 va arribar a Roma per afers eclesiàstics i allí hi va derrotar els millors escaquistes italians (Itàlia, i especialment Roma, era en aquella època el més important centre escaquístic d'Europa). Va repetir la seva gesta el 1573 durant el pontificat de Gregori XIII, vencent dos cops en Leonardo da Cutri. Emulant Damiano, va escriure el seu llibre «Libro de la invención liberal y arte del juego del axedrez, muy útil y provechosa para los que de nuevo quisieren deprender a jugarlo, como para los que ya lo saben jugar», publicat a Alcalá de Henares el 1561.
Alguns historiadors dels escacs el consideren el primer campió del món registrat a Europa, i el pioner de la teoria dels escacs. Va difondre el tema de la captura al pas, en utilitzar-lo amb freqüència en les seves partides. També va practicar amb èxit la modalitat dels escacs a la cega.
El rei Felip II li va donar honors per la seva fama en els escacs. El 1575, Felip II va organitzar a la seva cort a Madrid un torneig al qual va convidar els dos millors escaquistes italians de la seva època: Leonardo da Cutri i Paolo Boi, anomenat el siracusà, juntament amb els espanyols Ruy López i Alfonso Cerón, de Granada. Aquesta prova és qualificada pels historiadors com el primer Torneig Internacional de Mestres d'escacs, i és la primera a ser documentada. El torneig el va guanyar Leonardo da Cutri, que va rebre com a premi mil ducats, una capa d'ermini i el seu lloc de naixement, durant vint anys, va estar exempt de pagar tributs. Felip II va enviar les seves felicitacions a Joan d'Habsburg i Blomberg en una carta datada el 22 d'agost de 1575.

## Obertura Ruy López
|   | a | b | c | d | e | f | g | h |   |
| 8 | a8 negres torre · c8 negres alfil · d8 negres dama · e8 negres rei · f8 negres alfil · g8 negres cavall · h8 negres torre · a7 negres peó · b7 negres peó · c7 negres peó · d7 negres peó · f7 negres peó · g7 negres peó · h7 negres peó · c6 negres cavall · b5 blanques alfil · e5 negres peó · e4 blanques peó · f3 blanques cavall · a2 blanques peó · b2 blanques peó · c2 blanques peó · d2 blanques peó · f2 blanques peó · g2 blanques peó · h2 blanques peó · a1 blanques torre · b1 blanques cavall · c1 blanques alfil · d1 blanques dama · e1 blanques rei · h1 blanques torre | a8 negres torre · c8 negres alfil · d8 negres dama · e8 negres rei · f8 negres alfil · g8 negres cavall · h8 negres torre · a7 negres peó · b7 negres peó · c7 negres peó · d7 negres peó · f7 negres peó · g7 negres peó · h7 negres peó · c6 negres cavall · b5 blanques alfil · e5 negres peó · e4 blanques peó · f3 blanques cavall · a2 blanques peó · b2 blanques peó · c2 blanques peó · d2 blanques peó · f2 blanques peó · g2 blanques peó · h2 blanques peó · a1 blanques torre · b1 blanques cavall · c1 blanques alfil · d1 blanques dama · e1 blanques rei · h1 blanques torre | a8 negres torre · c8 negres alfil · d8 negres dama · e8 negres rei · f8 negres alfil · g8 negres cavall · h8 negres torre · a7 negres peó · b7 negres peó · c7 negres peó · d7 negres peó · f7 negres peó · g7 negres peó · h7 negres peó · c6 negres cavall · b5 blanques alfil · e5 negres peó · e4 blanques peó · f3 blanques cavall · a2 blanques peó · b2 blanques peó · c2 blanques peó · d2 blanques peó · f2 blanques peó · g2 blanques peó · h2 blanques peó · a1 blanques torre · b1 blanques cavall · c1 blanques alfil · d1 blanques dama · e1 blanques rei · h1 blanques torre | a8 negres torre · c8 negres alfil · d8 negres dama · e8 negres rei · f8 negres alfil · g8 negres cavall · h8 negres torre · a7 negres peó · b7 negres peó · c7 negres peó · d7 negres peó · f7 negres peó · g7 negres peó · h7 negres peó · c6 negres cavall · b5 blanques alfil · e5 negres peó · e4 blanques peó · f3 blanques cavall · a2 blanques peó · b2 blanques peó · c2 blanques peó · d2 blanques peó · f2 blanques peó · g2 blanques peó · h2 blanques peó · a1 blanques torre · b1 blanques cavall · c1 blanques alfil · d1 blanques dama · e1 blanques rei · h1 blanques torre | a8 negres torre · c8 negres alfil · d8 negres dama · e8 negres rei · f8 negres alfil · g8 negres cavall · h8 negres torre · a7 negres peó · b7 negres peó · c7 negres peó · d7 negres peó · f7 negres peó · g7 negres peó · h7 negres peó · c6 negres cavall · b5 blanques alfil · e5 negres peó · e4 blanques peó · f3 blanques cavall · a2 blanques peó · b2 blanques peó · c2 blanques peó · d2 blanques peó · f2 blanques peó · g2 blanques peó · h2 blanques peó · a1 blanques torre · b1 blanques cavall · c1 blanques alfil · d1 blanques dama · e1 blanques rei · h1 blanques torre | a8 negres torre · c8 negres alfil · d8 negres dama · e8 negres rei · f8 negres alfil · g8 negres cavall · h8 negres torre · a7 negres peó · b7 negres peó · c7 negres peó · d7 negres peó · f7 negres peó · g7 negres peó · h7 negres peó · c6 negres cavall · b5 blanques alfil · e5 negres peó · e4 blanques peó · f3 blanques cavall · a2 blanques peó · b2 blanques peó · c2 blanques peó · d2 blanques peó · f2 blanques peó · g2 blanques peó · h2 blanques peó · a1 blanques torre · b1 blanques cavall · c1 blanques alfil · d1 blanques dama · e1 blanques rei · h1 blanques torre | a8 negres torre · c8 negres alfil · d8 negres dama · e8 negres rei · f8 negres alfil · g8 negres cavall · h8 negres torre · a7 negres peó · b7 negres peó · c7 negres peó · d7 negres peó · f7 negres peó · g7 negres peó · h7 negres peó · c6 negres cavall · b5 blanques alfil · e5 negres peó · e4 blanques peó · f3 blanques cavall · a2 blanques peó · b2 blanques peó · c2 blanques peó · d2 blanques peó · f2 blanques peó · g2 blanques peó · h2 blanques peó · a1 blanques torre · b1 blanques cavall · c1 blanques alfil · d1 blanques dama · e1 blanques rei · h1 blanques torre | a8 negres torre · c8 negres alfil · d8 negres dama · e8 negres rei · f8 negres alfil · g8 negres cavall · h8 negres torre · a7 negres peó · b7 negres peó · c7 negres peó · d7 negres peó · f7 negres peó · g7 negres peó · h7 negres peó · c6 negres cavall · b5 blanques alfil · e5 negres peó · e4 blanques peó · f3 blanques cavall · a2 blanques peó · b2 blanques peó · c2 blanques peó · d2 blanques peó · f2 blanques peó · g2 blanques peó · h2 blanques peó · a1 blanques torre · b1 blanques cavall · c1 blanques alfil · d1 blanques dama · e1 blanques rei · h1 blanques torre | 8 |
| 7 | a8 negres torre · c8 negres alfil · d8 negres dama · e8 negres rei · f8 negres alfil · g8 negres cavall · h8 negres torre · a7 negres peó · b7 negres peó · c7 negres peó · d7 negres peó · f7 negres peó · g7 negres peó · h7 negres peó · c6 negres cavall · b5 blanques alfil · e5 negres peó · e4 blanques peó · f3 blanques cavall · a2 blanques peó · b2 blanques peó · c2 blanques peó · d2 blanques peó · f2 blanques peó · g2 blanques peó · h2 blanques peó · a1 blanques torre · b1 blanques cavall · c1 blanques alfil · d1 blanques dama · e1 blanques rei · h1 blanques torre | a8 negres torre · c8 negres alfil · d8 negres dama · e8 negres rei · f8 negres alfil · g8 negres cavall · h8 negres torre · a7 negres peó · b7 negres peó · c7 negres peó · d7 negres peó · f7 negres peó · g7 negres peó · h7 negres peó · c6 negres cavall · b5 blanques alfil · e5 negres peó · e4 blanques peó · f3 blanques cavall · a2 blanques peó · b2 blanques peó · c2 blanques peó · d2 blanques peó · f2 blanques peó · g2 blanques peó · h2 blanques peó · a1 blanques torre · b1 blanques cavall · c1 blanques alfil · d1 blanques dama · e1 blanques rei · h1 blanques torre | a8 negres torre · c8 negres alfil · d8 negres dama · e8 negres rei · f8 negres alfil · g8 negres cavall · h8 negres torre · a7 negres peó · b7 negres peó · c7 negres peó · d7 negres peó · f7 negres peó · g7 negres peó · h7 negres peó · c6 negres cavall · b5 blanques alfil · e5 negres peó · e4 blanques peó · f3 blanques cavall · a2 blanques peó · b2 blanques peó · c2 blanques peó · d2 blanques peó · f2 blanques peó · g2 blanques peó · h2 blanques peó · a1 blanques torre · b1 blanques cavall · c1 blanques alfil · d1 blanques dama · e1 blanques rei · h1 blanques torre | a8 negres torre · c8 negres alfil · d8 negres dama · e8 negres rei · f8 negres alfil · g8 negres cavall · h8 negres torre · a7 negres peó · b7 negres peó · c7 negres peó · d7 negres peó · f7 negres peó · g7 negres peó · h7 negres peó · c6 negres cavall · b5 blanques alfil · e5 negres peó · e4 blanques peó · f3 blanques cavall · a2 blanques peó · b2 blanques peó · c2 blanques peó · d2 blanques peó · f2 blanques peó · g2 blanques peó · h2 blanques peó · a1 blanques torre · b1 blanques cavall · c1 blanques alfil · d1 blanques dama · e1 blanques rei · h1 blanques torre | a8 negres torre · c8 negres alfil · d8 negres dama · e8 negres rei · f8 negres alfil · g8 negres cavall · h8 negres torre · a7 negres peó · b7 negres peó · c7 negres peó · d7 negres peó · f7 negres peó · g7 negres peó · h7 negres peó · c6 negres cavall · b5 blanques alfil · e5 negres peó · e4 blanques peó · f3 blanques cavall · a2 blanques peó · b2 blanques peó · c2 blanques peó · d2 blanques peó · f2 blanques peó · g2 blanques peó · h2 blanques peó · a1 blanques torre · b1 blanques cavall · c1 blanques alfil · d1 blanques dama · e1 blanques rei · h1 blanques torre | a8 negres torre · c8 negres alfil · d8 negres dama · e8 negres rei · f8 negres alfil · g8 negres cavall · h8 negres torre · a7 negres peó · b7 negres peó · c7 negres peó · d7 negres peó · f7 negres peó · g7 negres peó · h7 negres peó · c6 negres cavall · b5 blanques alfil · e5 negres peó · e4 blanques peó · f3 blanques cavall · a2 blanques peó · b2 blanques peó · c2 blanques peó · d2 blanques peó · f2 blanques peó · g2 blanques peó · h2 blanques peó · a1 blanques torre · b1 blanques cavall · c1 blanques alfil · d1 blanques dama · e1 blanques rei · h1 blanques torre | a8 negres torre · c8 negres alfil · d8 negres dama · e8 negres rei · f8 negres alfil · g8 negres cavall · h8 negres torre · a7 negres peó · b7 negres peó · c7 negres peó · d7 negres peó · f7 negres peó · g7 negres peó · h7 negres peó · c6 negres cavall · b5 blanques alfil · e5 negres peó · e4 blanques peó · f3 blanques cavall · a2 blanques peó · b2 blanques peó · c2 blanques peó · d2 blanques peó · f2 blanques peó · g2 blanques peó · h2 blanques peó · a1 blanques torre · b1 blanques cavall · c1 blanques alfil · d1 blanques dama · e1 blanques rei · h1 blanques torre | a8 negres torre · c8 negres alfil · d8 negres dama · e8 negres rei · f8 negres alfil · g8 negres cavall · h8 negres torre · a7 negres peó · b7 negres peó · c7 negres peó · d7 negres peó · f7 negres peó · g7 negres peó · h7 negres peó · c6 negres cavall · b5 blanques alfil · e5 negres peó · e4 blanques peó · f3 blanques cavall · a2 blanques peó · b2 blanques peó · c2 blanques peó · d2 blanques peó · f2 blanques peó · g2 blanques peó · h2 blanques peó · a1 blanques torre · b1 blanques cavall · c1 blanques alfil · d1 blanques dama · e1 blanques rei · h1 blanques torre | 7 |
| 6 | a8 negres torre · c8 negres alfil · d8 negres dama · e8 negres rei · f8 negres alfil · g8 negres cavall · h8 negres torre · a7 negres peó · b7 negres peó · c7 negres peó · d7 negres peó · f7 negres peó · g7 negres peó · h7 negres peó · c6 negres cavall · b5 blanques alfil · e5 negres peó · e4 blanques peó · f3 blanques cavall · a2 blanques peó · b2 blanques peó · c2 blanques peó · d2 blanques peó · f2 blanques peó · g2 blanques peó · h2 blanques peó · a1 blanques torre · b1 blanques cavall · c1 blanques alfil · d1 blanques dama · e1 blanques rei · h1 blanques torre | a8 negres torre · c8 negres alfil · d8 negres dama · e8 negres rei · f8 negres alfil · g8 negres cavall · h8 negres torre · a7 negres peó · b7 negres peó · c7 negres peó · d7 negres peó · f7 negres peó · g7 negres peó · h7 negres peó · c6 negres cavall · b5 blanques alfil · e5 negres peó · e4 blanques peó · f3 blanques cavall · a2 blanques peó · b2 blanques peó · c2 blanques peó · d2 blanques peó · f2 blanques peó · g2 blanques peó · h2 blanques peó · a1 blanques torre · b1 blanques cavall · c1 blanques alfil · d1 blanques dama · e1 blanques rei · h1 blanques torre | a8 negres torre · c8 negres alfil · d8 negres dama · e8 negres rei · f8 negres alfil · g8 negres cavall · h8 negres torre · a7 negres peó · b7 negres peó · c7 negres peó · d7 negres peó · f7 negres peó · g7 negres peó · h7 negres peó · c6 negres cavall · b5 blanques alfil · e5 negres peó · e4 blanques peó · f3 blanques cavall · a2 blanques peó · b2 blanques peó · c2 blanques peó · d2 blanques peó · f2 blanques peó · g2 blanques peó · h2 blanques peó · a1 blanques torre · b1 blanques cavall · c1 blanques alfil · d1 blanques dama · e1 blanques rei · h1 blanques torre | a8 negres torre · c8 negres alfil · d8 negres dama · e8 negres rei · f8 negres alfil · g8 negres cavall · h8 negres torre · a7 negres peó · b7 negres peó · c7 negres peó · d7 negres peó · f7 negres peó · g7 negres peó · h7 negres peó · c6 negres cavall · b5 blanques alfil · e5 negres peó · e4 blanques peó · f3 blanques cavall · a2 blanques peó · b2 blanques peó · c2 blanques peó · d2 blanques peó · f2 blanques peó · g2 blanques peó · h2 blanques peó · a1 blanques torre · b1 blanques cavall · c1 blanques alfil · d1 blanques dama · e1 blanques rei · h1 blanques torre | a8 negres torre · c8 negres alfil · d8 negres dama · e8 negres rei · f8 negres alfil · g8 negres cavall · h8 negres torre · a7 negres peó · b7 negres peó · c7 negres peó · d7 negres peó · f7 negres peó · g7 negres peó · h7 negres peó · c6 negres cavall · b5 blanques alfil · e5 negres peó · e4 blanques peó · f3 blanques cavall · a2 blanques peó · b2 blanques peó · c2 blanques peó · d2 blanques peó · f2 blanques peó · g2 blanques peó · h2 blanques peó · a1 blanques torre · b1 blanques cavall · c1 blanques alfil · d1 blanques dama · e1 blanques rei · h1 blanques torre | a8 negres torre · c8 negres alfil · d8 negres dama · e8 negres rei · f8 negres alfil · g8 negres cavall · h8 negres torre · a7 negres peó · b7 negres peó · c7 negres peó · d7 negres peó · f7 negres peó · g7 negres peó · h7 negres peó · c6 negres cavall · b5 blanques alfil · e5 negres peó · e4 blanques peó · f3 blanques cavall · a2 blanques peó · b2 blanques peó · c2 blanques peó · d2 blanques peó · f2 blanques peó · g2 blanques peó · h2 blanques peó · a1 blanques torre · b1 blanques cavall · c1 blanques alfil · d1 blanques dama · e1 blanques rei · h1 blanques torre | a8 negres torre · c8 negres alfil · d8 negres dama · e8 negres rei · f8 negres alfil · g8 negres cavall · h8 negres torre · a7 negres peó · b7 negres peó · c7 negres peó · d7 negres peó · f7 negres peó · g7 negres peó · h7 negres peó · c6 negres cavall · b5 blanques alfil · e5 negres peó · e4 blanques peó · f3 blanques cavall · a2 blanques peó · b2 blanques peó · c2 blanques peó · d2 blanques peó · f2 blanques peó · g2 blanques peó · h2 blanques peó · a1 blanques torre · b1 blanques cavall · c1 blanques alfil · d1 blanques dama · e1 blanques rei · h1 blanques torre | a8 negres torre · c8 negres alfil · d8 negres dama · e8 negres rei · f8 negres alfil · g8 negres cavall · h8 negres torre · a7 negres peó · b7 negres peó · c7 negres peó · d7 negres peó · f7 negres peó · g7 negres peó · h7 negres peó · c6 negres cavall · b5 blanques alfil · e5 negres peó · e4 blanques peó · f3 blanques cavall · a2 blanques peó · b2 blanques peó · c2 blanques peó · d2 blanques peó · f2 blanques peó · g2 blanques peó · h2 blanques peó · a1 blanques torre · b1 blanques cavall · c1 blanques alfil · d1 blanques dama · e1 blanques rei · h1 blanques torre | 6 |
| 5 | a8 negres torre · c8 negres alfil · d8 negres dama · e8 negres rei · f8 negres alfil · g8 negres cavall · h8 negres torre · a7 negres peó · b7 negres peó · c7 negres peó · d7 negres peó · f7 negres peó · g7 negres peó · h7 negres peó · c6 negres cavall · b5 blanques alfil · e5 negres peó · e4 blanques peó · f3 blanques cavall · a2 blanques peó · b2 blanques peó · c2 blanques peó · d2 blanques peó · f2 blanques peó · g2 blanques peó · h2 blanques peó · a1 blanques torre · b1 blanques cavall · c1 blanques alfil · d1 blanques dama · e1 blanques rei · h1 blanques torre | a8 negres torre · c8 negres alfil · d8 negres dama · e8 negres rei · f8 negres alfil · g8 negres cavall · h8 negres torre · a7 negres peó · b7 negres peó · c7 negres peó · d7 negres peó · f7 negres peó · g7 negres peó · h7 negres peó · c6 negres cavall · b5 blanques alfil · e5 negres peó · e4 blanques peó · f3 blanques cavall · a2 blanques peó · b2 blanques peó · c2 blanques peó · d2 blanques peó · f2 blanques peó · g2 blanques peó · h2 blanques peó · a1 blanques torre · b1 blanques cavall · c1 blanques alfil · d1 blanques dama · e1 blanques rei · h1 blanques torre | a8 negres torre · c8 negres alfil · d8 negres dama · e8 negres rei · f8 negres alfil · g8 negres cavall · h8 negres torre · a7 negres peó · b7 negres peó · c7 negres peó · d7 negres peó · f7 negres peó · g7 negres peó · h7 negres peó · c6 negres cavall · b5 blanques alfil · e5 negres peó · e4 blanques peó · f3 blanques cavall · a2 blanques peó · b2 blanques peó · c2 blanques peó · d2 blanques peó · f2 blanques peó · g2 blanques peó · h2 blanques peó · a1 blanques torre · b1 blanques cavall · c1 blanques alfil · d1 blanques dama · e1 blanques rei · h1 blanques torre | a8 negres torre · c8 negres alfil · d8 negres dama · e8 negres rei · f8 negres alfil · g8 negres cavall · h8 negres torre · a7 negres peó · b7 negres peó · c7 negres peó · d7 negres peó · f7 negres peó · g7 negres peó · h7 negres peó · c6 negres cavall · b5 blanques alfil · e5 negres peó · e4 blanques peó · f3 blanques cavall · a2 blanques peó · b2 blanques peó · c2 blanques peó · d2 blanques peó · f2 blanques peó · g2 blanques peó · h2 blanques peó · a1 blanques torre · b1 blanques cavall · c1 blanques alfil · d1 blanques dama · e1 blanques rei · h1 blanques torre | a8 negres torre · c8 negres alfil · d8 negres dama · e8 negres rei · f8 negres alfil · g8 negres cavall · h8 negres torre · a7 negres peó · b7 negres peó · c7 negres peó · d7 negres peó · f7 negres peó · g7 negres peó · h7 negres peó · c6 negres cavall · b5 blanques alfil · e5 negres peó · e4 blanques peó · f3 blanques cavall · a2 blanques peó · b2 blanques peó · c2 blanques peó · d2 blanques peó · f2 blanques peó · g2 blanques peó · h2 blanques peó · a1 blanques torre · b1 blanques cavall · c1 blanques alfil · d1 blanques dama · e1 blanques rei · h1 blanques torre | a8 negres torre · c8 negres alfil · d8 negres dama · e8 negres rei · f8 negres alfil · g8 negres cavall · h8 negres torre · a7 negres peó · b7 negres peó · c7 negres peó · d7 negres peó · f7 negres peó · g7 negres peó · h7 negres peó · c6 negres cavall · b5 blanques alfil · e5 negres peó · e4 blanques peó · f3 blanques cavall · a2 blanques peó · b2 blanques peó · c2 blanques peó · d2 blanques peó · f2 blanques peó · g2 blanques peó · h2 blanques peó · a1 blanques torre · b1 blanques cavall · c1 blanques alfil · d1 blanques dama · e1 blanques rei · h1 blanques torre | a8 negres torre · c8 negres alfil · d8 negres dama · e8 negres rei · f8 negres alfil · g8 negres cavall · h8 negres torre · a7 negres peó · b7 negres peó · c7 negres peó · d7 negres peó · f7 negres peó · g7 negres peó · h7 negres peó · c6 negres cavall · b5 blanques alfil · e5 negres peó · e4 blanques peó · f3 blanques cavall · a2 blanques peó · b2 blanques peó · c2 blanques peó · d2 blanques peó · f2 blanques peó · g2 blanques peó · h2 blanques peó · a1 blanques torre · b1 blanques cavall · c1 blanques alfil · d1 blanques dama · e1 blanques rei · h1 blanques torre | a8 negres torre · c8 negres alfil · d8 negres dama · e8 negres rei · f8 negres alfil · g8 negres cavall · h8 negres torre · a7 negres peó · b7 negres peó · c7 negres peó · d7 negres peó · f7 negres peó · g7 negres peó · h7 negres peó · c6 negres cavall · b5 blanques alfil · e5 negres peó · e4 blanques peó · f3 blanques cavall · a2 blanques peó · b2 blanques peó · c2 blanques peó · d2 blanques peó · f2 blanques peó · g2 blanques peó · h2 blanques peó · a1 blanques torre · b1 blanques cavall · c1 blanques alfil · d1 blanques dama · e1 blanques rei · h1 blanques torre | 5 |
| 4 | a8 negres torre · c8 negres alfil · d8 negres dama · e8 negres rei · f8 negres alfil · g8 negres cavall · h8 negres torre · a7 negres peó · b7 negres peó · c7 negres peó · d7 negres peó · f7 negres peó · g7 negres peó · h7 negres peó · c6 negres cavall · b5 blanques alfil · e5 negres peó · e4 blanques peó · f3 blanques cavall · a2 blanques peó · b2 blanques peó · c2 blanques peó · d2 blanques peó · f2 blanques peó · g2 blanques peó · h2 blanques peó · a1 blanques torre · b1 blanques cavall · c1 blanques alfil · d1 blanques dama · e1 blanques rei · h1 blanques torre | a8 negres torre · c8 negres alfil · d8 negres dama · e8 negres rei · f8 negres alfil · g8 negres cavall · h8 negres torre · a7 negres peó · b7 negres peó · c7 negres peó · d7 negres peó · f7 negres peó · g7 negres peó · h7 negres peó · c6 negres cavall · b5 blanques alfil · e5 negres peó · e4 blanques peó · f3 blanques cavall · a2 blanques peó · b2 blanques peó · c2 blanques peó · d2 blanques peó · f2 blanques peó · g2 blanques peó · h2 blanques peó · a1 blanques torre · b1 blanques cavall · c1 blanques alfil · d1 blanques dama · e1 blanques rei · h1 blanques torre | a8 negres torre · c8 negres alfil · d8 negres dama · e8 negres rei · f8 negres alfil · g8 negres cavall · h8 negres torre · a7 negres peó · b7 negres peó · c7 negres peó · d7 negres peó · f7 negres peó · g7 negres peó · h7 negres peó · c6 negres cavall · b5 blanques alfil · e5 negres peó · e4 blanques peó · f3 blanques cavall · a2 blanques peó · b2 blanques peó · c2 blanques peó · d2 blanques peó · f2 blanques peó · g2 blanques peó · h2 blanques peó · a1 blanques torre · b1 blanques cavall · c1 blanques alfil · d1 blanques dama · e1 blanques rei · h1 blanques torre | a8 negres torre · c8 negres alfil · d8 negres dama · e8 negres rei · f8 negres alfil · g8 negres cavall · h8 negres torre · a7 negres peó · b7 negres peó · c7 negres peó · d7 negres peó · f7 negres peó · g7 negres peó · h7 negres peó · c6 negres cavall · b5 blanques alfil · e5 negres peó · e4 blanques peó · f3 blanques cavall · a2 blanques peó · b2 blanques peó · c2 blanques peó · d2 blanques peó · f2 blanques peó · g2 blanques peó · h2 blanques peó · a1 blanques torre · b1 blanques cavall · c1 blanques alfil · d1 blanques dama · e1 blanques rei · h1 blanques torre | a8 negres torre · c8 negres alfil · d8 negres dama · e8 negres rei · f8 negres alfil · g8 negres cavall · h8 negres torre · a7 negres peó · b7 negres peó · c7 negres peó · d7 negres peó · f7 negres peó · g7 negres peó · h7 negres peó · c6 negres cavall · b5 blanques alfil · e5 negres peó · e4 blanques peó · f3 blanques cavall · a2 blanques peó · b2 blanques peó · c2 blanques peó · d2 blanques peó · f2 blanques peó · g2 blanques peó · h2 blanques peó · a1 blanques torre · b1 blanques cavall · c1 blanques alfil · d1 blanques dama · e1 blanques rei · h1 blanques torre | a8 negres torre · c8 negres alfil · d8 negres dama · e8 negres rei · f8 negres alfil · g8 negres cavall · h8 negres torre · a7 negres peó · b7 negres peó · c7 negres peó · d7 negres peó · f7 negres peó · g7 negres peó · h7 negres peó · c6 negres cavall · b5 blanques alfil · e5 negres peó · e4 blanques peó · f3 blanques cavall · a2 blanques peó · b2 blanques peó · c2 blanques peó · d2 blanques peó · f2 blanques peó · g2 blanques peó · h2 blanques peó · a1 blanques torre · b1 blanques cavall · c1 blanques alfil · d1 blanques dama · e1 blanques rei · h1 blanques torre | a8 negres torre · c8 negres alfil · d8 negres dama · e8 negres rei · f8 negres alfil · g8 negres cavall · h8 negres torre · a7 negres peó · b7 negres peó · c7 negres peó · d7 negres peó · f7 negres peó · g7 negres peó · h7 negres peó · c6 negres cavall · b5 blanques alfil · e5 negres peó · e4 blanques peó · f3 blanques cavall · a2 blanques peó · b2 blanques peó · c2 blanques peó · d2 blanques peó · f2 blanques peó · g2 blanques peó · h2 blanques peó · a1 blanques torre · b1 blanques cavall · c1 blanques alfil · d1 blanques dama · e1 blanques rei · h1 blanques torre | a8 negres torre · c8 negres alfil · d8 negres dama · e8 negres rei · f8 negres alfil · g8 negres cavall · h8 negres torre · a7 negres peó · b7 negres peó · c7 negres peó · d7 negres peó · f7 negres peó · g7 negres peó · h7 negres peó · c6 negres cavall · b5 blanques alfil · e5 negres peó · e4 blanques peó · f3 blanques cavall · a2 blanques peó · b2 blanques peó · c2 blanques peó · d2 blanques peó · f2 blanques peó · g2 blanques peó · h2 blanques peó · a1 blanques torre · b1 blanques cavall · c1 blanques alfil · d1 blanques dama · e1 blanques rei · h1 blanques torre | 4 |
| 3 | a8 negres torre · c8 negres alfil · d8 negres dama · e8 negres rei · f8 negres alfil · g8 negres cavall · h8 negres torre · a7 negres peó · b7 negres peó · c7 negres peó · d7 negres peó · f7 negres peó · g7 negres peó · h7 negres peó · c6 negres cavall · b5 blanques alfil · e5 negres peó · e4 blanques peó · f3 blanques cavall · a2 blanques peó · b2 blanques peó · c2 blanques peó · d2 blanques peó · f2 blanques peó · g2 blanques peó · h2 blanques peó · a1 blanques torre · b1 blanques cavall · c1 blanques alfil · d1 blanques dama · e1 blanques rei · h1 blanques torre | a8 negres torre · c8 negres alfil · d8 negres dama · e8 negres rei · f8 negres alfil · g8 negres cavall · h8 negres torre · a7 negres peó · b7 negres peó · c7 negres peó · d7 negres peó · f7 negres peó · g7 negres peó · h7 negres peó · c6 negres cavall · b5 blanques alfil · e5 negres peó · e4 blanques peó · f3 blanques cavall · a2 blanques peó · b2 blanques peó · c2 blanques peó · d2 blanques peó · f2 blanques peó · g2 blanques peó · h2 blanques peó · a1 blanques torre · b1 blanques cavall · c1 blanques alfil · d1 blanques dama · e1 blanques rei · h1 blanques torre | a8 negres torre · c8 negres alfil · d8 negres dama · e8 negres rei · f8 negres alfil · g8 negres cavall · h8 negres torre · a7 negres peó · b7 negres peó · c7 negres peó · d7 negres peó · f7 negres peó · g7 negres peó · h7 negres peó · c6 negres cavall · b5 blanques alfil · e5 negres peó · e4 blanques peó · f3 blanques cavall · a2 blanques peó · b2 blanques peó · c2 blanques peó · d2 blanques peó · f2 blanques peó · g2 blanques peó · h2 blanques peó · a1 blanques torre · b1 blanques cavall · c1 blanques alfil · d1 blanques dama · e1 blanques rei · h1 blanques torre | a8 negres torre · c8 negres alfil · d8 negres dama · e8 negres rei · f8 negres alfil · g8 negres cavall · h8 negres torre · a7 negres peó · b7 negres peó · c7 negres peó · d7 negres peó · f7 negres peó · g7 negres peó · h7 negres peó · c6 negres cavall · b5 blanques alfil · e5 negres peó · e4 blanques peó · f3 blanques cavall · a2 blanques peó · b2 blanques peó · c2 blanques peó · d2 blanques peó · f2 blanques peó · g2 blanques peó · h2 blanques peó · a1 blanques torre · b1 blanques cavall · c1 blanques alfil · d1 blanques dama · e1 blanques rei · h1 blanques torre | a8 negres torre · c8 negres alfil · d8 negres dama · e8 negres rei · f8 negres alfil · g8 negres cavall · h8 negres torre · a7 negres peó · b7 negres peó · c7 negres peó · d7 negres peó · f7 negres peó · g7 negres peó · h7 negres peó · c6 negres cavall · b5 blanques alfil · e5 negres peó · e4 blanques peó · f3 blanques cavall · a2 blanques peó · b2 blanques peó · c2 blanques peó · d2 blanques peó · f2 blanques peó · g2 blanques peó · h2 blanques peó · a1 blanques torre · b1 blanques cavall · c1 blanques alfil · d1 blanques dama · e1 blanques rei · h1 blanques torre | a8 negres torre · c8 negres alfil · d8 negres dama · e8 negres rei · f8 negres alfil · g8 negres cavall · h8 negres torre · a7 negres peó · b7 negres peó · c7 negres peó · d7 negres peó · f7 negres peó · g7 negres peó · h7 negres peó · c6 negres cavall · b5 blanques alfil · e5 negres peó · e4 blanques peó · f3 blanques cavall · a2 blanques peó · b2 blanques peó · c2 blanques peó · d2 blanques peó · f2 blanques peó · g2 blanques peó · h2 blanques peó · a1 blanques torre · b1 blanques cavall · c1 blanques alfil · d1 blanques dama · e1 blanques rei · h1 blanques torre | a8 negres torre · c8 negres alfil · d8 negres dama · e8 negres rei · f8 negres alfil · g8 negres cavall · h8 negres torre · a7 negres peó · b7 negres peó · c7 negres peó · d7 negres peó · f7 negres peó · g7 negres peó · h7 negres peó · c6 negres cavall · b5 blanques alfil · e5 negres peó · e4 blanques peó · f3 blanques cavall · a2 blanques peó · b2 blanques peó · c2 blanques peó · d2 blanques peó · f2 blanques peó · g2 blanques peó · h2 blanques peó · a1 blanques torre · b1 blanques cavall · c1 blanques alfil · d1 blanques dama · e1 blanques rei · h1 blanques torre | a8 negres torre · c8 negres alfil · d8 negres dama · e8 negres rei · f8 negres alfil · g8 negres cavall · h8 negres torre · a7 negres peó · b7 negres peó · c7 negres peó · d7 negres peó · f7 negres peó · g7 negres peó · h7 negres peó · c6 negres cavall · b5 blanques alfil · e5 negres peó · e4 blanques peó · f3 blanques cavall · a2 blanques peó · b2 blanques peó · c2 blanques peó · d2 blanques peó · f2 blanques peó · g2 blanques peó · h2 blanques peó · a1 blanques torre · b1 blanques cavall · c1 blanques alfil · d1 blanques dama · e1 blanques rei · h1 blanques torre | 3 |
| 2 | a8 negres torre · c8 negres alfil · d8 negres dama · e8 negres rei · f8 negres alfil · g8 negres cavall · h8 negres torre · a7 negres peó · b7 negres peó · c7 negres peó · d7 negres peó · f7 negres peó · g7 negres peó · h7 negres peó · c6 negres cavall · b5 blanques alfil · e5 negres peó · e4 blanques peó · f3 blanques cavall · a2 blanques peó · b2 blanques peó · c2 blanques peó · d2 blanques peó · f2 blanques peó · g2 blanques peó · h2 blanques peó · a1 blanques torre · b1 blanques cavall · c1 blanques alfil · d1 blanques dama · e1 blanques rei · h1 blanques torre | a8 negres torre · c8 negres alfil · d8 negres dama · e8 negres rei · f8 negres alfil · g8 negres cavall · h8 negres torre · a7 negres peó · b7 negres peó · c7 negres peó · d7 negres peó · f7 negres peó · g7 negres peó · h7 negres peó · c6 negres cavall · b5 blanques alfil · e5 negres peó · e4 blanques peó · f3 blanques cavall · a2 blanques peó · b2 blanques peó · c2 blanques peó · d2 blanques peó · f2 blanques peó · g2 blanques peó · h2 blanques peó · a1 blanques torre · b1 blanques cavall · c1 blanques alfil · d1 blanques dama · e1 blanques rei · h1 blanques torre | a8 negres torre · c8 negres alfil · d8 negres dama · e8 negres rei · f8 negres alfil · g8 negres cavall · h8 negres torre · a7 negres peó · b7 negres peó · c7 negres peó · d7 negres peó · f7 negres peó · g7 negres peó · h7 negres peó · c6 negres cavall · b5 blanques alfil · e5 negres peó · e4 blanques peó · f3 blanques cavall · a2 blanques peó · b2 blanques peó · c2 blanques peó · d2 blanques peó · f2 blanques peó · g2 blanques peó · h2 blanques peó · a1 blanques torre · b1 blanques cavall · c1 blanques alfil · d1 blanques dama · e1 blanques rei · h1 blanques torre | a8 negres torre · c8 negres alfil · d8 negres dama · e8 negres rei · f8 negres alfil · g8 negres cavall · h8 negres torre · a7 negres peó · b7 negres peó · c7 negres peó · d7 negres peó · f7 negres peó · g7 negres peó · h7 negres peó · c6 negres cavall · b5 blanques alfil · e5 negres peó · e4 blanques peó · f3 blanques cavall · a2 blanques peó · b2 blanques peó · c2 blanques peó · d2 blanques peó · f2 blanques peó · g2 blanques peó · h2 blanques peó · a1 blanques torre · b1 blanques cavall · c1 blanques alfil · d1 blanques dama · e1 blanques rei · h1 blanques torre | a8 negres torre · c8 negres alfil · d8 negres dama · e8 negres rei · f8 negres alfil · g8 negres cavall · h8 negres torre · a7 negres peó · b7 negres peó · c7 negres peó · d7 negres peó · f7 negres peó · g7 negres peó · h7 negres peó · c6 negres cavall · b5 blanques alfil · e5 negres peó · e4 blanques peó · f3 blanques cavall · a2 blanques peó · b2 blanques peó · c2 blanques peó · d2 blanques peó · f2 blanques peó · g2 blanques peó · h2 blanques peó · a1 blanques torre · b1 blanques cavall · c1 blanques alfil · d1 blanques dama · e1 blanques rei · h1 blanques torre | a8 negres torre · c8 negres alfil · d8 negres dama · e8 negres rei · f8 negres alfil · g8 negres cavall · h8 negres torre · a7 negres peó · b7 negres peó · c7 negres peó · d7 negres peó · f7 negres peó · g7 negres peó · h7 negres peó · c6 negres cavall · b5 blanques alfil · e5 negres peó · e4 blanques peó · f3 blanques cavall · a2 blanques peó · b2 blanques peó · c2 blanques peó · d2 blanques peó · f2 blanques peó · g2 blanques peó · h2 blanques peó · a1 blanques torre · b1 blanques cavall · c1 blanques alfil · d1 blanques dama · e1 blanques rei · h1 blanques torre | a8 negres torre · c8 negres alfil · d8 negres dama · e8 negres rei · f8 negres alfil · g8 negres cavall · h8 negres torre · a7 negres peó · b7 negres peó · c7 negres peó · d7 negres peó · f7 negres peó · g7 negres peó · h7 negres peó · c6 negres cavall · b5 blanques alfil · e5 negres peó · e4 blanques peó · f3 blanques cavall · a2 blanques peó · b2 blanques peó · c2 blanques peó · d2 blanques peó · f2 blanques peó · g2 blanques peó · h2 blanques peó · a1 blanques torre · b1 blanques cavall · c1 blanques alfil · d1 blanques dama · e1 blanques rei · h1 blanques torre | a8 negres torre · c8 negres alfil · d8 negres dama · e8 negres rei · f8 negres alfil · g8 negres cavall · h8 negres torre · a7 negres peó · b7 negres peó · c7 negres peó · d7 negres peó · f7 negres peó · g7 negres peó · h7 negres peó · c6 negres cavall · b5 blanques alfil · e5 negres peó · e4 blanques peó · f3 blanques cavall · a2 blanques peó · b2 blanques peó · c2 blanques peó · d2 blanques peó · f2 blanques peó · g2 blanques peó · h2 blanques peó · a1 blanques torre · b1 blanques cavall · c1 blanques alfil · d1 blanques dama · e1 blanques rei · h1 blanques torre | 2 |
| 1 | a8 negres torre · c8 negres alfil · d8 negres dama · e8 negres rei · f8 negres alfil · g8 negres cavall · h8 negres torre · a7 negres peó · b7 negres peó · c7 negres peó · d7 negres peó · f7 negres peó · g7 negres peó · h7 negres peó · c6 negres cavall · b5 blanques alfil · e5 negres peó · e4 blanques peó · f3 blanques cavall · a2 blanques peó · b2 blanques peó · c2 blanques peó · d2 blanques peó · f2 blanques peó · g2 blanques peó · h2 blanques peó · a1 blanques torre · b1 blanques cavall · c1 blanques alfil · d1 blanques dama · e1 blanques rei · h1 blanques torre | a8 negres torre · c8 negres alfil · d8 negres dama · e8 negres rei · f8 negres alfil · g8 negres cavall · h8 negres torre · a7 negres peó · b7 negres peó · c7 negres peó · d7 negres peó · f7 negres peó · g7 negres peó · h7 negres peó · c6 negres cavall · b5 blanques alfil · e5 negres peó · e4 blanques peó · f3 blanques cavall · a2 blanques peó · b2 blanques peó · c2 blanques peó · d2 blanques peó · f2 blanques peó · g2 blanques peó · h2 blanques peó · a1 blanques torre · b1 blanques cavall · c1 blanques alfil · d1 blanques dama · e1 blanques rei · h1 blanques torre | a8 negres torre · c8 negres alfil · d8 negres dama · e8 negres rei · f8 negres alfil · g8 negres cavall · h8 negres torre · a7 negres peó · b7 negres peó · c7 negres peó · d7 negres peó · f7 negres peó · g7 negres peó · h7 negres peó · c6 negres cavall · b5 blanques alfil · e5 negres peó · e4 blanques peó · f3 blanques cavall · a2 blanques peó · b2 blanques peó · c2 blanques peó · d2 blanques peó · f2 blanques peó · g2 blanques peó · h2 blanques peó · a1 blanques torre · b1 blanques cavall · c1 blanques alfil · d1 blanques dama · e1 blanques rei · h1 blanques torre | a8 negres torre · c8 negres alfil · d8 negres dama · e8 negres rei · f8 negres alfil · g8 negres cavall · h8 negres torre · a7 negres peó · b7 negres peó · c7 negres peó · d7 negres peó · f7 negres peó · g7 negres peó · h7 negres peó · c6 negres cavall · b5 blanques alfil · e5 negres peó · e4 blanques peó · f3 blanques cavall · a2 blanques peó · b2 blanques peó · c2 blanques peó · d2 blanques peó · f2 blanques peó · g2 blanques peó · h2 blanques peó · a1 blanques torre · b1 blanques cavall · c1 blanques alfil · d1 blanques dama · e1 blanques rei · h1 blanques torre | a8 negres torre · c8 negres alfil · d8 negres dama · e8 negres rei · f8 negres alfil · g8 negres cavall · h8 negres torre · a7 negres peó · b7 negres peó · c7 negres peó · d7 negres peó · f7 negres peó · g7 negres peó · h7 negres peó · c6 negres cavall · b5 blanques alfil · e5 negres peó · e4 blanques peó · f3 blanques cavall · a2 blanques peó · b2 blanques peó · c2 blanques peó · d2 blanques peó · f2 blanques peó · g2 blanques peó · h2 blanques peó · a1 blanques torre · b1 blanques cavall · c1 blanques alfil · d1 blanques dama · e1 blanques rei · h1 blanques torre | a8 negres torre · c8 negres alfil · d8 negres dama · e8 negres rei · f8 negres alfil · g8 negres cavall · h8 negres torre · a7 negres peó · b7 negres peó · c7 negres peó · d7 negres peó · f7 negres peó · g7 negres peó · h7 negres peó · c6 negres cavall · b5 blanques alfil · e5 negres peó · e4 blanques peó · f3 blanques cavall · a2 blanques peó · b2 blanques peó · c2 blanques peó · d2 blanques peó · f2 blanques peó · g2 blanques peó · h2 blanques peó · a1 blanques torre · b1 blanques cavall · c1 blanques alfil · d1 blanques dama · e1 blanques rei · h1 blanques torre | a8 negres torre · c8 negres alfil · d8 negres dama · e8 negres rei · f8 negres alfil · g8 negres cavall · h8 negres torre · a7 negres peó · b7 negres peó · c7 negres peó · d7 negres peó · f7 negres peó · g7 negres peó · h7 negres peó · c6 negres cavall · b5 blanques alfil · e5 negres peó · e4 blanques peó · f3 blanques cavall · a2 blanques peó · b2 blanques peó · c2 blanques peó · d2 blanques peó · f2 blanques peó · g2 blanques peó · h2 blanques peó · a1 blanques torre · b1 blanques cavall · c1 blanques alfil · d1 blanques dama · e1 blanques rei · h1 blanques torre | a8 negres torre · c8 negres alfil · d8 negres dama · e8 negres rei · f8 negres alfil · g8 negres cavall · h8 negres torre · a7 negres peó · b7 negres peó · c7 negres peó · d7 negres peó · f7 negres peó · g7 negres peó · h7 negres peó · c6 negres cavall · b5 blanques alfil · e5 negres peó · e4 blanques peó · f3 blanques cavall · a2 blanques peó · b2 blanques peó · c2 blanques peó · d2 blanques peó · f2 blanques peó · g2 blanques peó · h2 blanques peó · a1 blanques torre · b1 blanques cavall · c1 blanques alfil · d1 blanques dama · e1 blanques rei · h1 blanques torre | 1 |
|   | a | b | c | d | e | f | g | h |   |

Els seus estudis sobre l'obertura Ruy López (que duu el seu nom) van ser fonamentals per al progrés del joc. El tractat d'escacs de Ruy López ha estat objecte de nombrosos estudis i s'ha considerat com a base fonamental de la teoria escaquística. La seva obertura segueix vigent encara avui i ha estat analitzada i posada a prova en la pràctica dels escacs moderns pels més forts Grans Mestres. Apareix en el seu tractat com a Obertura IX, iniciada amb els moviments 1.e4 e5 2.Cf3 Cc6 3.Ab5

## Partida destacada
Ruy López — Leonardo (Madrid, 1575), gambit de rei
1.e4 e5 2.f4 d6 3.Ac4 c6 4.Cf3 Ag4 5.fxe5 dxe5 6.Axf7+ Rxf7 7.Cxe5+ Re8 8.Dxg4 Cf6 9.De6+ De7 10.Dc8+ Dd8 11.Dxd8+ Rxd8 12.Cf7+ 1-0